# 张伟平 (数学家)
张伟平（1964年3月—），男，籍贯山东莱州，生于上海，中国数学家。

## 生平
张伟平生于上海，籍贯山东莱州。1982年毕业于上海市位育中学，1985年毕业于复旦大学，1988年在中国科学院数学研究所获硕士学位，1993年在法国巴黎南大学获博士学位，导师为法国科学院院士延-米歇尔·比斯缪。2001年当选第三世界科学院院士，2003年获得陈省身数学奖，2007年当选为中国科学院院士。2004年至2007年任南开大学陈省身数学研究所所长。现任陈省身数学研究所教授。
2008年，当选第十一届全国政协委员，代表教育界，分入第四十二组。
2019年11月24日，在广东佛山希尔顿酒店召开的中国数学会第十三次全国会员代表大会上，选举产生了中国数学会第十三届正副理事长、秘书长、常务理事、理事和监事，其当选为副理事长。